# L'Haïtien
L'Haïtien (The Haitian en anglais) est un personnage de fiction du feuilleton télévisé américain Heroes (NBC), interprété par Jimmy Jean-Louis. De son identité, on ne connaît que son prénom, René, qui fut révélé tard dans la série (saison 4). 

## Son histoire

### Passé
Son père se nomme Guillaume et il a un frère qui se fait appeler Baron Samedi.
L'Haïtien est recruté par la compagnie quatorze ans avant le début de la série. Thompson le présente à Noah Bennet puis le jeune homme efface la mémoire de la femme de ce dernier, Sandra. 
À un moment inconnu de sa vie, Angela Petrelli l'aide beaucoup, il décide donc de devenir agent double pour elle qui lui ordonne de veiller sur Claire. Il assiste avec elle aux expériences menées sur Ella Bishop par son père, Robert. René efface ensuite la mémoire de la petite fille.
Après la fuite de Claude Rains, l'Haïtien devient le partenaire de Bennet. Ensemble, ils capturent de nombreux villains, dont son frère, et les enferment dans les prisons de la compagnie. 
Six mois avant le début de la série, Bennet et lui capturent Eden McCain qui accepte de travailler pour la compagnie. Plus tard, Angela l'appelle afin qu'il stoppe Arthur Petrelli le temps qu'elle l'empoisonne.

### Volume 1: Genesis
Son rôle principal est de neutraliser les pouvoirs des cibles de la compagnie puis de leur faire perdre connaissance. Il est ainsi un allié puissant au côté de Bennet.

### Volume 2: Générations
Peu après l'explosion à Kirby Plaza, la compagnie récupère Peter. L'Haïtien assiste à la conversation du jeune homme et de Bob qui lui propose de lui enlever ses pouvoirs. Après la fuite de Peter et d'Adam, l'homme mystérieux piège Peter dans un conteneur à destination de l'Irlande, lui fait perdre sa mémoire et lui donne son collier avant de partir.
Quatre mois après, alors qu'il est atteint du virus shanti, Mohinder arrive et le soigne mais l'étranger lui fait oublier ces moments afin de s'enfuir. Il part ensuite en Ukraine avec Noah Bennet pour interroger Ivan, un agent de la compagnie. Après l'avoir tué, les deux amis partent et découvrent d'étranges tableaux d'Isaac Mendez, montrant la mort de Bennet.

### Volume 3: Les Traîtres
On le revoit dans le troisième épisode, alors qu'il est en mission pour Angela Petrelli. Il récupère la moitié de la formule de cette dernière avant de partir. Hiro et Ando la lui volent mais se la font voler à leur tour par Daphné tandis que l'Haïtien emmène les deux Japonais à la compagnie. Il part ensuite en Haïti pour stopper son frère, nommé Baron Samedi. Lors de l'éclipse, Nathan et Peter le retrouvent et demandent son aide. Ils l'aident finalement à stopper Samedi et Nathan décide de rejoindre Arthur.
Peter et l'Haïtien vont à Pinehearst et se retrouvent face à face avec le père du jeune homme. Alors que l'étranger bloque ses pouvoirs, Peter hésite à tuer son propre père, mais ce dernier le provoque de plus en plus. Alors qu'il tire, Sylar arrive et arrête la balle puis demande à Arthur s'il est son vrai père. Arthur le lui affirme mais Sylar, grâce à son nouveau pouvoir, devine qu'il ment et le tue avant de s'enfuir. Peter dit à l'Haïtien de le poursuivre.

### Volume 4: Les Fugitifs
Il n'apparaît pas dans ce volume, excepté au travers de sa photo vue à plusieurs reprises dans l'immeuble 26, comme l'une des cibles majeures que les agents de Danko doivent capturer.

### Volume 5: Rédemption
Au début de la saison, il vient en aide à Bennet en effaçant la mémoire d'Emile Danko puis l'aide à nouveau lorsque lui et sa fille enquêtent sur Rebecca, une jeune fille de la fête foraine et, à la demande de Claire, raccompagne Gretchen jusqu'à l'aéroport. Peu de temps après, il dit à Peter d'aller dans un entrepôt afin de découvrir la vérité sur son frère. Peter lui emprunte ensuite son pouvoir afin d'affronter Sylar.

### Futurs alternatifs
Dans l'épisode 1x20, l'Haïtien travaille pour Nathan Petrelli qui est en réalité Sylar. Il garde Hiro Nakamura le temps que Matt Parkman l'interroge puis est tué par Mohinder Suresh.
Dans l'épisode 3x04, il travaille pour la compagnie Pinehearst. Il tente de stopper Peter Petrelli mais ce dernier l'assomme. Plus tard, il garde ce dernier le temps que Claire Bennet le torture.

## Pouvoir
L'Haïtien peut manipuler le cerveau d'autrui. Ce pouvoir a deux applications principales : premièrement, il peut effacer les souvenirs d'une personne, de manière subtilement sélective (il peut effacer des souvenirs précis, et même effacer un souvenir douloureux tout en laissant des remords). L'Haïtien est donc constamment chargé par la Compagnie de faire oublier aux humains normaux qu'ils ont vu des humains à pouvoirs. Même s'il s'agit d'un personnage secondaire, il joue donc un rôle important dans le concept de Heroes.
L'autre usage est d'empêcher les autres personnages d'utiliser leurs pouvoirs. Cette aptitude peut être désactivée à volonté par l'Haïtien, mais est active par défaut (il contrecarre parfois les pouvoirs de personnes dont il ignorait la présence). En revanche, ce pouvoir ne fonctionne pas quand l'Haïtien est inconscient.
Même si l'Haïtien a du mal à maintenir l'interdiction de pouvoir face à un être exceptionnellement puissant (comme Arthur Petrelli), ce pouvoir fait de lui le seul capable de neutraliser les personnages accumulant des pouvoirs les rendant quasiment invincibles.